# José Eduardo Agualusa

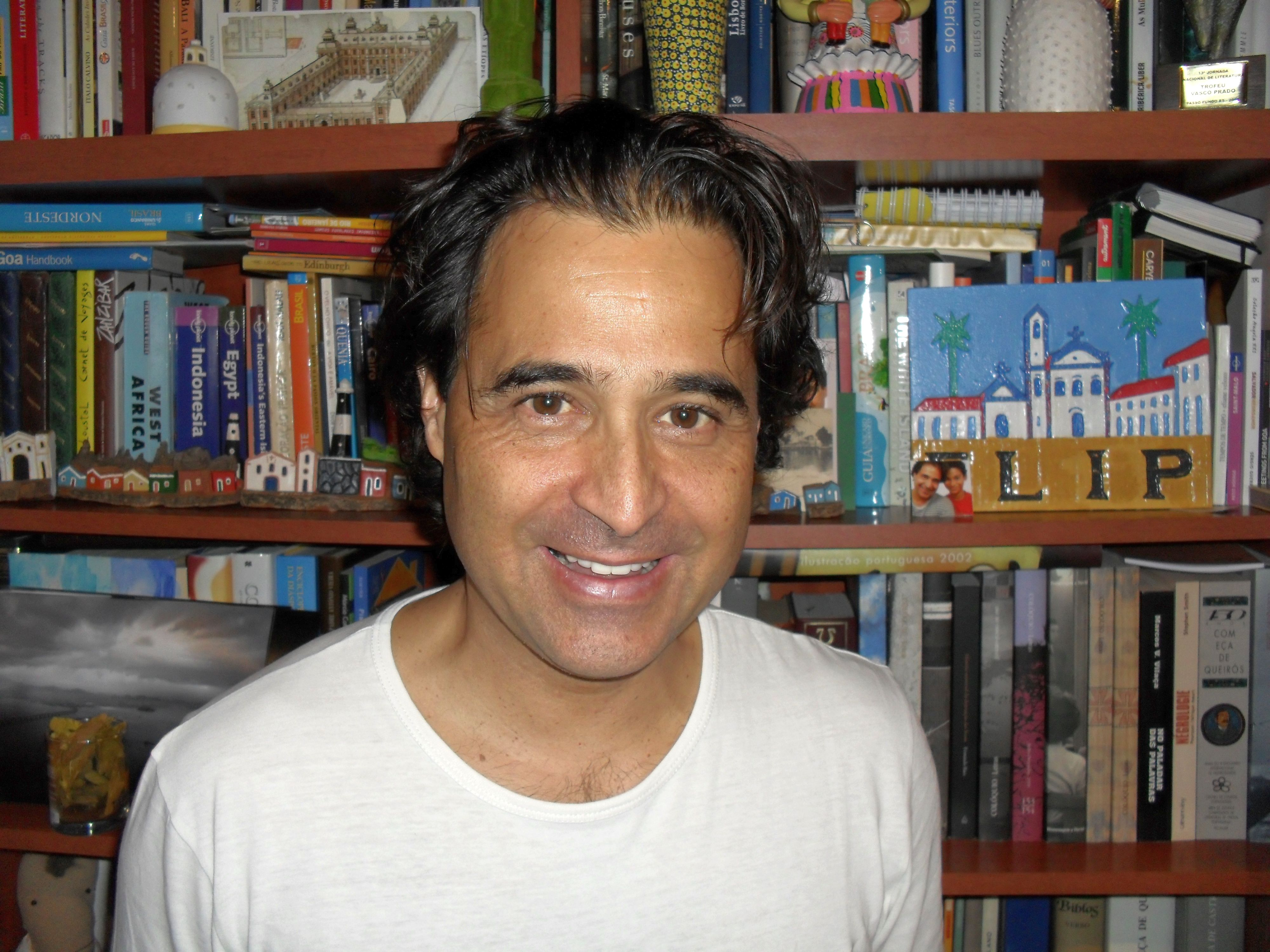
José Eduardo Agualusa

José Eduardo Agualusa (ur. 13 grudnia 1960 w Nova Lisboa) – angolski pisarz.
Ukończył studia, m.in. agronomię, na uniwersytecie w Lizbonie. Literacką karierę zaczynał od poezji, jest ponadto autorem opowiadań, powieści, utworów dla dzieci, a także sztuk teatralnych (w tym napisanych wspólnie z Mia Couto). Jako dziennikarz publikował w czasopismach portugalskich, brazylijskich i angolskich. Jego utwory zostały przetłumaczone na blisko 20 języków, w tym na polski – w Polsce wydano jego powieść z 2007 As Mulheres do Meu Pai. W Żonach mojego ojca fragmenty fikcyjne mieszają się z opisem podróży autora (lub jego alter ego) po Angoli i krajach sąsiednich.